# Aeropuerto Regional de San Miguel
El Aeropuerto Regional de San Miguel (OACI: MSSM), también conocido como el aeropuerto de El Papalón, es un aeropuerto que sirve a la ciudad de San Miguel en el departamento de San Miguel en El Salvador.

## Información técnica
La pista de aterrizaje está ubicada paralela a la Carretera Panamericana, a 5 kilómetros al sureste de la ciudad.
El aeródromo de La Aramuaca está ubicada a 800 metros al noreste del aeropuerto.